# Dover Corporation
Dover Corporation (NYSE: DOV) er et amerikansk industriselskab. Den Downers Grove, Illinois-baserede virksomhed blev etableret i 1955. Dover er inddelt i fem segmenter: Ingeiørprodukter; fornybar energi og brændstof; billedbehandling og indentifikation; pumper og procesløsninger; samt klima og vedvarende teknologier.